# سونغ ها جونغ

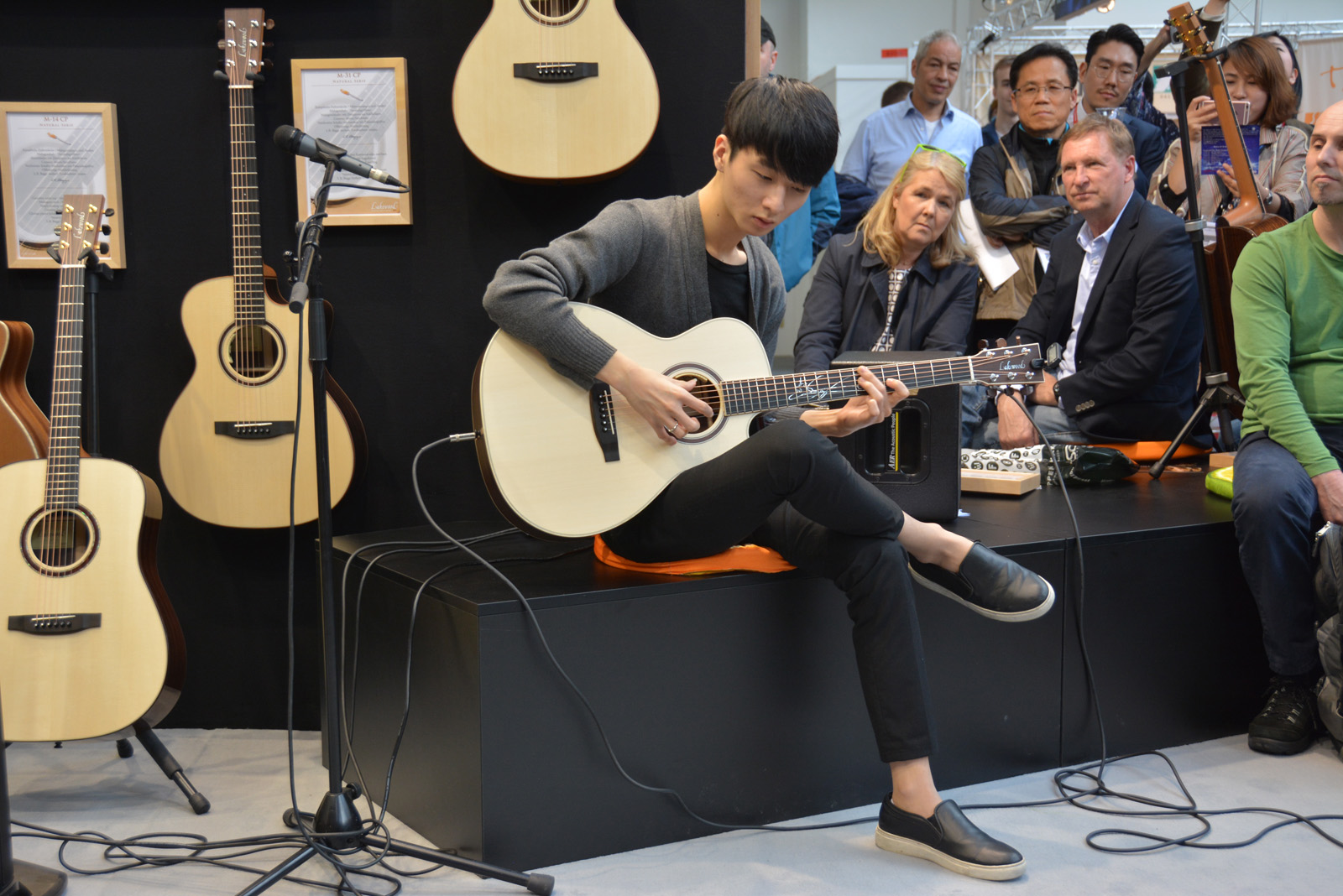
سونغ ها جونغ في معرض الموسيقى في فرانكفورت 2016

سونغ ها جونغ، (الكورية «هانغل»:정성하)، (بالإنجليزية: Sungha Jung)، هو عازف جيتار كوري (مواليد 2 سبتمبر 1996 في مدينة تشونغجو بكوريا الجنوبية). فهو معروف بعدد من الإنتاجات الموسيقية على موقع يوتيوب، حيث حققت قناته على اليوتوب أزيد من 5 ملايين مشترك. فيونغ يقوم بإعادة عزف وإصدار مختلف أنواع الموسيقى والأغاني الشعبية، وهو أيضا يؤلف كذلك موسيقاه الخاصة التي تنشر على الإنترنت. حيث أطلق عليه معجبوه اسم «معجزة الإيتار» أو «أوغست راش» في كوريا، ولكنه يفضل أن يكون معروف فقط باسم عازف الجيتار، بدلا من معجزة الجيتار.

## حياته
بدأ جونغ يعزف الجيتار بعد رؤية والده يفعل ذلك. ففي البداية تعلم البيانو، لكنه وجد أنه ممل، في حين أن الطريقة التي كان يعزف بها والده أفضل وتعد كبيرة بالنسبة له. تعلم جونغ أساسيات الجيتار من والده، ثم طور مهاراته من خلال محاولة تشغيل الأغاني التي سمعها. فأول عزف له كان لعازف الجيتار كوتارو أوشيو، الذي أثار اهتمامه بالنمط الموسيقي الذي كان يستعمله. وبعد أول فيديو له على يوتيوب الذي حصل عليه فيه على عدد لا بأس به من المتابعين، مما يجعل جونغ من أشهر رواد الإنترنت حيث جذب انتباه مختلف عازفي الجيتار المشهورين. تلقى جونغ دروسا من عازف الإيتار منهاتا شوجي، وهو عازف جيتار ياباني معروف. وكما أنه تلقى الإرشاد من قبل عازف الجيتار الألماني ولي بوجرشوسن، الذي شاركه إلهامه الموسيقي، ومنهم من قال انه هو من علمه بأن يؤلف موسيقاه الخاصة. وبالإضافة إلى الجيتار ذو السلاسل المعدنية والإيتار الكلاسيكي، جونغ يعزف أيضا بالإيتار الكهربائي، والبيانو والإيتار ذو اثني عشر سلسلة، إضافة إلى الغناء.
وعلى موقع يوتيوب حصد جونغ من خلال الفيديوهات التي رفعها، مجملا على أكثر من مليار (000 000 000 1) مشاهدة.

## الألبومات
نشر جونغ ألبومه الأول «الأزرق المثالي» (Perfect Blue) في 17 يونيو 2010، وبعده أتى ألبوم الثاني «السخرية» (Irony) في 21 سبتمبر 2011، وألبومه الثالث (Paint It Acoustic) في 15 أبريل 2013، وكل واحد من هذه الألبومات سجل في استوديو أولي بوجيرشوسن في ألمانيا. وأما ألبومهم «مونولوغو» (Monologue)، صدر في 28 أبريل 2014. وأغلب تلك الألبومات تحتوي على الأغاني التي جونغ نفسه من ألفها. وقد تم تسجيل ألبوم «مونولوغو» في سيول وأنتجه بنفسه.
 وسجل جونغ أيضا الألبوم مع ثنائيات الإيتار بعنوان وديو واستمع إليه جمهوره في ديسمبر عام 2012.